# Hernani (obra de teatro)

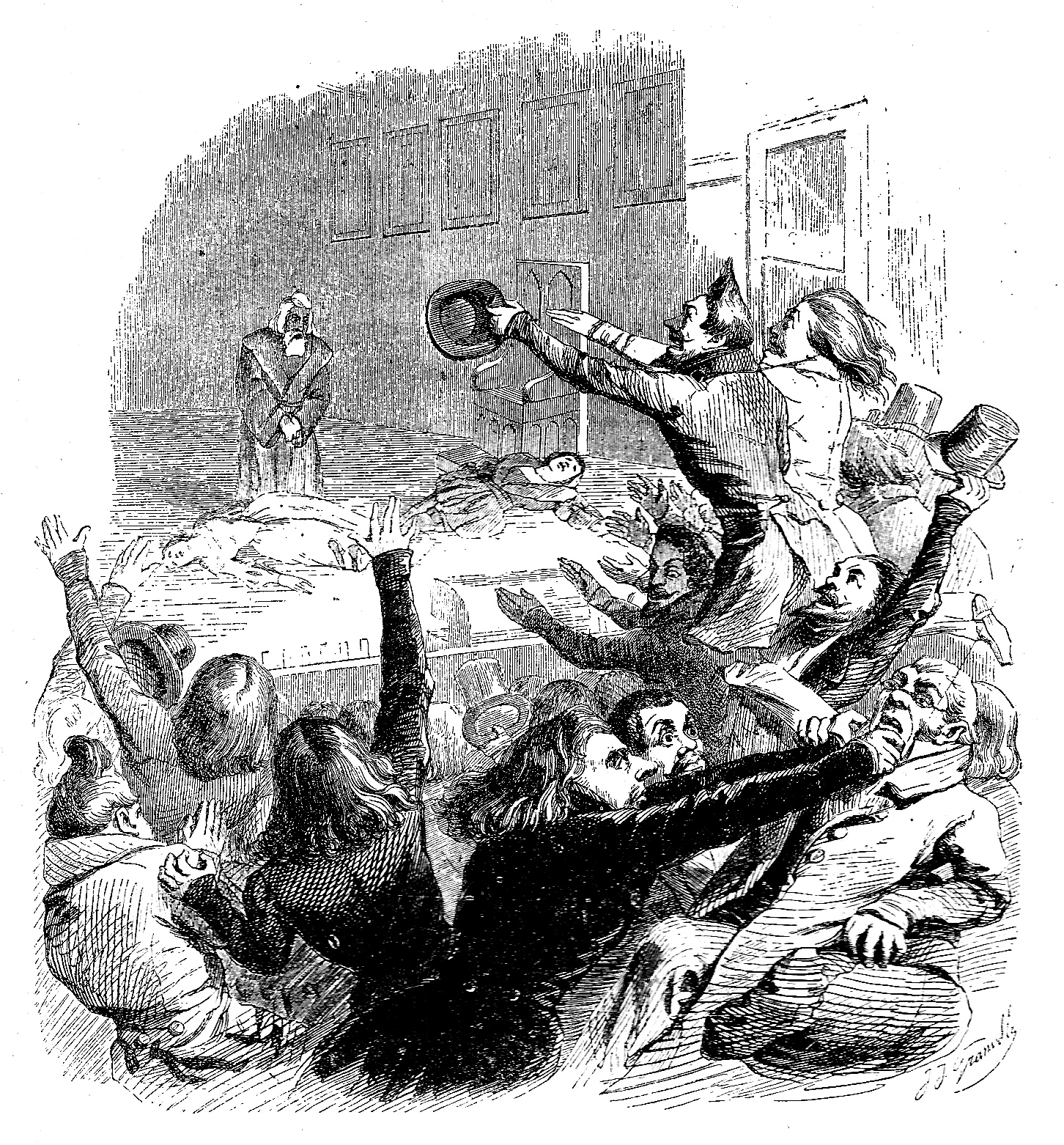
La batalla de Hernani.

Hernani es una obra teatral de Victor Hugo, estrenada en el Théâtre Français de París el 25 de febrero de 1830. 
Hugo describió la tragedia del bandido aragonés Hernani y de su amada Doña Sol, que estaba a punto de casarse con un anciano duque aragonés, y a la que también pretendía el rey Carlos I de España. Con sus elementos «góticos» y su énfasis en el amor natural, no pactado, es una obra típica del movimiento romántico francés. En el momento de su estreno dio lugar a lo que luego se denominaría la «batalla de Hernani» entre románticos y clasicistas, que discrepaban en las convenciones estéticas del teatro. 
Esta obra constituyó la base de la ópera Ernani de Verdi (1844).

## Elementos románticos
La obra está ambientada en la España de 1519, concretamente en Zaragoza —actos I, II y V— y en un castillo en las montañas de Aragón —acto III—, pero también en Alemania (tumba de Carlomagno en Aquisgrán) —acto IV—. Hernani y el rey don Carlos luchan por la mano de Doña Sol. Pero Hernani no es un simple bandido, sino un noble que ha tenido que adoptar una identidad nueva tras haberse enfrentado su familia al poder real. Y el rey, que se comporta —algo anacrónicamente— como un rey absoluto, no concibe ni tolera toparse con actitudes opuestas a su real voluntad, tanto en lo político como en lo amoroso. 
La tragedia de Hernani y Doña Sol era contraria a la estética clasicista hasta entonces imperante en el teatro francés. La importancia de un amor puro y las experiencias emocionales y naturales de los protagonistas son características del Romanticismo. Pero a los partidarios del clasicismo no les gustaba la ruptura de las unidades de lugar y tiempo en la escena, ni el estilo melodramático de la obra.

## Personajes
- Hernani: Un joven bandido aragonés, amante de doña Sol y enemigo del rey Carlos. Es hijo de un gran noble despojado de sus títulos por Felipe I de Castilla.
- Don Carlos de Austria: El ambicioso rey de España, fiel retrato del maquiavelismo de la época renacentista. Pretende la corona imperial y el amor de doña Sol, ambos objetivos por los cuales es capaz de emplear todos los medios a su alcance.
- Doña Sol de Silva: Joven noble aragonesa, comprometida sin pasión con su tío don Ruy Silva. Temeraria y sacrificada, es capaz de renunciar a todos los privilegios para seguir los mandatos de su corazón.
- Don Ruy Gómez de Silva: El anciano y poderoso duque de Pastrana, miembro de la ilustre casa de Silva. Tío y futuro esposo de doña Sol, la cela profundamente por temor a pretendientes más jóvenes.
- Don Ricardo de Rojas: Señor de Casapalma.
- Don Sancho Sánchez de Zúñiga: Conde de Monterrey.
- Don Matías de Centurión: Marqués de Almunia.
- Doña Josefa Duarte: Dama de compañía de doña Sol.
- Duque de Gotha: Partidario de Federico III de Sajonia e influyente miembro de la Liga opositora a Carlos I.
- Don Gil de Téllez-Girón: Barón deshonrado por Carlos I. Miembro de la Liga.
- Don Garci-Márquez de Carvajal: Conde de Peñalver.
- Don Francisco de Sotomayor: Conde de Bellalcázar.
- Ducado de Lutzelbourg: Miembro de la Liga.
- Juan de Haro: Miembro de la Liga.
- Guzmán de Lara: Miembro de la Liga
- Rey de Bohemia: Príncipe elector.
- Duque de Baviera: Príncipe elector.
- Duque de Alcalá: Condestable de España

## Argumento
Hernani es un drama romántico en cinco actos. La acción transcurre en Zaragoza, en un lugar indeterminado de las montañas de Aragón y en el Palacio de Aquisgrán. Cada acto se ambienta en un solo espacio: el primero en la habitación de Doña Sol; el segundo en el patio del palacio del duque; el tercero en la galería de retratos del castillo ducal; el cuarto en las bóvedas de Aquisgrán frente al sepulcro de Carlomagno; el quinto en el Palacio de Aragón en Zaragoza.

## Hernani y Aragón
En Hernani, Hugo usó el norte de Aragón como un lugar de misterio y por los símbolos íntimos de luz y oscuridad. Recreaba España como el paisaje de literatura romántica, «la península de pasión». Otros autores después de Hugo utilizaron España del mismo modo. 
En España, Hernani fue popular también, representándose por primera vez el 24 de agosto de 1836 en el Teatro del Príncipe de Madrid. Pero la traducción de Eugenio de Ochoa para las representaciones contenía muchos cambios respecto al original de Hugo. Ochoa retiró las críticas a la religión y lo que él percibía como ejemplos de inmoralidad. Y minimizó el papel diabólico y patético del rey Carlos, un héroe de la historia para el carlismo, el sector conservador español de la época.

## La batalla de Hernani
Los críticos no coinciden en el significado de la lucha dramática entre los románticos y los clásicos en la noche del estreno de Hernani. Algunos de los críticos veían la obra como el primer triunfo del Romanticismo. Los admiradores de Hugo, a base de gritos, pudieron silenciar a los clasicistas en el teatro. Hugo había organizado a sus seguidores en previsión del acontecimiento, porque la batalla entre los simpatizantes de distintas formas literarias era anterior al estreno de Hernani. Pero aun así, el símbolo de Hernani fue importante para los dos grupos en ese momento.

## Romanticismo y políticas
Las obras de juventud de Hugo tienen una marcada influencia conservadora, a favor del reino Borbón y contra la Revolución francesa, como en su obra poética Odas y Baladas, publicada entre 1822 y 1828, de inspiración monárquica y católica. Pero con Hernani Hugo no solo introdujo ideas nuevas sobre estética teatral, sino que dejó entrever su evolución política. Hernani, un antihéroe, ilustra la falta de móvil social y de ideales grandes en la España del siglo XVI, y Hugo lo hizo creando un paralelismo con la Francia de su tiempo. Los eventos posteriores a 1830 influenciaron este movimiento: la confusión y amargura con los ideales de la Revolución y la derrota de Napoleón Bonaparte creaban dudas sobre las ideas de la Ilustración.[cita requerida] Primero, forzó un cambio con la religión y la monarquía. Con el tiempo, la actitud de Hugo cambió también. Con el estilo de Hernani, Víctor Hugo se transformó en uno de los representantes de una edad nueva en contra del conservadurismo de la monarquía francesa.
Más importante, Hugo utilizó el carácter de Don Carlos como una caricatura de Carlos X de Francia. Don Carlos era egoísta y sin honor, gobernaba mal a juzgar por una gran parte de la obra. En contraste, en el monólogo de Don Carlos en el acto IV, escena 2, en la tumba de Carlomagno, el anciano emperador es el símbolo de la gloria de Napoleón y sus ideas liberales.[cita requerida] Su crítica a la institución de la monarquía hereditaria es clara. La época en que escribió la obra es reveladora, porque el año 1830 fue decisivo en la historia de Francia: en julio, meses después del estreno de Hernani, estallaba una revolución, la Revolución de 1830, que derrocó a Carlos X y llevó al poder Felipe de Orleans, más afín a los ideales liberales. El movimiento político y Hugo compartían las mismas ideas sobre la futura Francia, sin un rey por mandato divino.